# Ferrovia Bertiolo-Palmanova-Savogna
La ferrovia Bertiolo-Palmanova-Savogna è una ferrovia del Friuli-Venezia Giulia costruita in parte (per quanto attiene alla sola sede), ma non completata. La linea venne progettata dopo la prima guerra mondiale allo scopo di favorire le comunicazioni tra il Friuli centrale e le zone del Goriziano che erano da poco entrate a far parte dello stato italiano. Oltre Savogna, la linea avrebbe dovuto proseguire in direzione della Val Vipacco per allacciarsi alla linea Trieste-Gorizia via Monrupino nei pressi di una nuova stazione da costruire a Sasseto in sostituzione della fermata di Dorimbergo.
La linea era inoltre ritenuta essenziale dallo Stato Maggiore dell'esercito in caso di guerra sul fronte orientale.
La ferrovia fu effettivamente costruita da Bertiolo a Palmanova e da qui al ponte sul Torre presso Nogaredo al Torre, mentre oltre questa località rimasero solo opere assai incomplete (fu completata la sede della sola stazione di Savogna d'Isonzo) e molti espropri. La linea ferroviaria fu utilizzata nel periodo dell'occupazione tedesca per la deportazione dei prigionieri dai lager di Visco e Gonars, caduti in mano naziste dopo l'8 settembre 1943. Inoltre fu fatto un raccordo per collegare il campo di Visco con la linea Palmanova-Ponte Torre, così come venne costruito un raccordo tra Mortegliano e Basiliano il cui tracciato si trovava adiacente all'attuale raccordo ferroviario che serve l'azienda Friulana Gas di Campoformido.
I lavori vennero definitivamente sospesi nel secondo dopoguerra e la sede tra Bertiolo e Palmanova fu successivamente trasformata in una strada.
A Nogaredo, in comune di San Vito al Torre, si poteva ammirare fino a settembre del 2018 un ponte ferroviario in cemento che oltrepassava la strada che porta verso Trivignano Udinese.

## Percorso, stazioni e fermate previste
| Unknown route-map component "exCONTg" |

| Unknown route-map component "exBHF" |

|  | Unknown route-map component "exABZgl" | Unknown route-map component "exCONTfq" |

| Unknown route-map component "exHST" |

|  | Unknown route-map component "exABZg+l" | Unknown route-map component "exCONTfq" |

| Unknown route-map component "exBHF" |

|  | Unknown route-map component "exABZg+l" | Unknown route-map component "exCONTfq" |

| Unknown route-map component "exHST" |

| Unknown route-map component "exSKRZ-Mu" |

| Unknown route-map component "exCONTgq" | Unknown route-map component "exABZg+r" |  |

| Unknown route-map component "exSKRZ-Mu" |

| Unknown route-map component "CONTgq" | Unknown route-map component "xABZgxr+r" |  |

| Station on track |

|  | Unknown route-map component "xABZgl" | Unknown route-map component "CONTfq" |

| Unknown route-map component "exHST" |

| Unknown route-map component "exhKRZWae" |

| Unknown route-map component "exBHF" |

| Unknown route-map component "exHST" |

| Unknown route-map component "exCONTgq" | Unknown route-map component "exKRZ" | Unknown route-map component "exCONTfq" |

| Unknown route-map component "exHST" |

| Unknown route-map component "exhKRZWae" |

| Unknown route-map component "CONTgq" | Unknown route-map component "xABZg+r" |  |

| Unknown route-map component "eBHF" |

| Continuation forward |